# Barri de s'Antigor
El barri de s'Antigor és una barriada històrica de la ciutat de Manacor. Antigament es trobava als afores del poble però actualment està integrada dins la via urbana, envoltada pels barris d'es Convent i es Centre, i per les avingudes d'es Tren i d'es Torrent.
L'eix central de la barriada és la plaça de s'Antigor, lloc de trobada entre veïnats, i l'element històric més emblemàtic és el pou amb dos colls i dues corrioles. El pou, que havia estat tapat durant dècades, va poder ser reconstruit el 2021. La vida del barri i les seves festes sempre han estat molt vinculades amb el convent de Sant Vicenç Ferrer.

## Història

### Els afores de Manacor
El topònim de s'Antigor apareix a documents del segle XVI i fa referència a temps antics o a edificacions antigues. Sembla que no al·ludien a cap raval, sinó a un indret als afores de la vila o, fins i tot, a un districte.
S'hi documenten escassos habitatges de pobladors entre trasts i cairons; i un camí públic dit del Antigor, que arribava de Felanitx i continuava cap a Palma (actualment carrer dels Gerrers). Sobre aquest camí hi havia una placeta amb el mateix nom. Al 1591 es cita una creu de terme enmig d'aquesta plaça. Sembla que també hi havia uns abeuradors per a les bísties que rodaven per aquells camins.

### L'impuls del convent
Al segle XVII, arràn de la construcció del convent de Sant Vicenç Ferrer, la zona de s'Antigor es feu molt atractiva per a l'establiment de nous carrers com el carrer Nou, del Baix Riera i des Fum. Al segle XVII la urbanització de la zona s'intensificà i els mateixos frares es convertiren en promotors. S'acabà de desenvolupar el carrer Nou i aparegueren el de la Salut, de la Pau i de n'Amador.
La creu de s'Antigor, després d'haver estat reformada diverses vegades, va ser finalment transllada al cementeri municipal el 1840. En el seu lloc, s'aixecà un pou com a conseqüència de les grans sequies que es produïren durant el segle XIX. El pou tenia dos colls circulars i abastia d'aigua a vàries zones de la vila. Enmig dels dos colls hi presidia una columna. Dels laterals d'aquesta hi sortien dos braços metàl·lics amb corrioles, i a la part alta un ornament ceràmic amb l'escut de Manacor i la data 1860.

### El tancament del barri
A finals del segle XIX i a principis del XX es produí un creixement urbà gairabé sense planificació i que responia a les necessitats del moment. Llavors, aparegué un nou eixample que arribava fins a l'estació de tren i es començà a desenvolupar el barri de sa Torre, separat del de s'Antigor per l'avinguda d'es Tren. Així, l'antiga barriada quedà completament integrada dins la via urbana.
Al 1985 s'ignaugurà del Mercat de s'Antigor, una proposta que volia unificar els llocs de venda i modernitzar la presentació. Malauradament, només durà tres anys, tot i que encara es conserven els seus rètols.
El 2021 s'acabaren les obres de reforma de la plaça de s'Antigor i del carrer dels Gerrers, amb la intenció embellir l'indret i millorar l'espai públic. Durant les obres es recontruí el pou històric que havia estat tapat durant dècades.

## Monuments de la barriada
- Fita quilomètrica - fita de l'antic camí que anava de Santanyí a Lluc.

- Creu de s'Antigor - creu de terme situada antigament a la plaça de s'Antigor.
- Pou de s'Antigor - pou amb dos colls, situat a la plaça de s'Antigor.

## Festes de la barriada
El barri de s'Antigor comparteix festa amb els seus barris veïnats d'es Centre, es Convent i es Tren. Es tracta de les festes de Sant Domingo, fundador de l'Ordre dels dominics. Al principi es celebrava a l'estiu, però degut a la gran quantitat de gent que anava a estiuetjar al port de Manacor, les festes es passaren al mes de maig. Els personatges principals que protagonitzen aquests dies són: els moratons, s'Alicorn, els gegants i els caparrots.

### Ball dels moretons
Tot i q no es coneix l'origen d'aquesta dansa, es relaciona amb l'arribada dels dominicans a Manacor o amb un tipus de dansa morisca. Els moretons reprodueixen l'antiga vestimenta dels pirates barbarescos. Duen una camisa, una faldeta que els cobreix els genolls i, al cap, un turbant groc i vermell amb una mitja lluna. Relacionat amb el ball, s'acompanyen d'unes macetes de fusta a les mans, als genolls i a la panxa.

### S'Alicorn
S'Alicorn és un personatge que acompanya als moretons. Té cara zoomòrfica, amb una banya retorçuda que surt del seu front. De la banya li penja un llum que enlluerna el llibre i la ploma que duu a les mans. Va vestit de negre, com un capellà.

### Colla Gegantera de Sant Domingo
Els gegants de Manacor també surten amb els Moretons i s'Alicorn a ses festes de Sant Domingo. Els dos gegants fan 3,80 metres d'açada i pesen un 50 kilos. La geganta, na Catalina, és del 1933 i representa una pagesa mallorquina, amb rebosillo, gipó i falda. D'altra banda, el gegant, en Vicenç, és del 1942 i representa un home musulmà, amb túnica, turbant i espada. Des del 2010, també surt un gegantó que representa a Mossèn Alcover.

## Carrers i places importants
- Plaça de s'Antigor
- Carrer dels Gerrers
- Carrer de la Pau

## Galeria

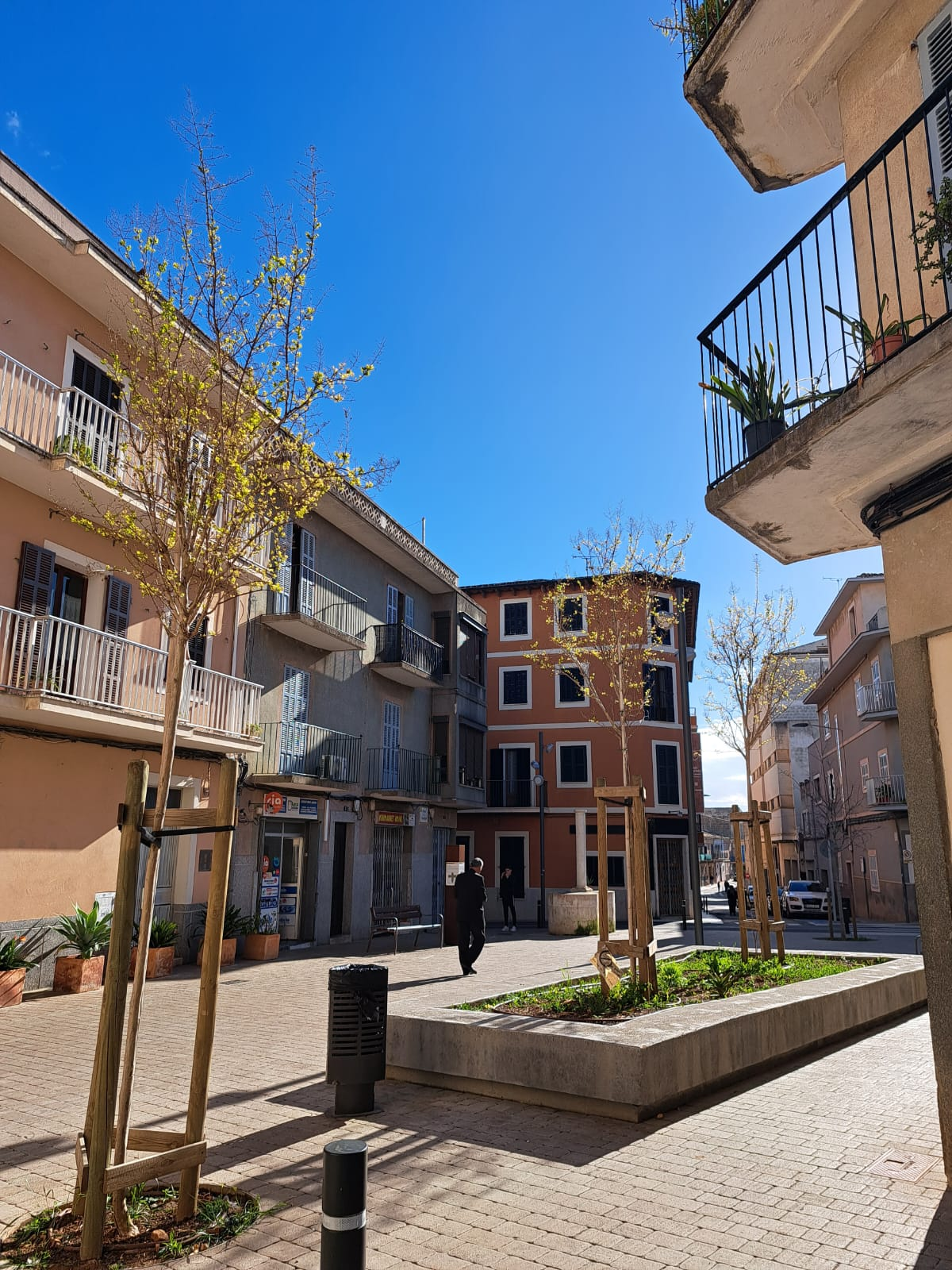
Plaça de s'Antigor
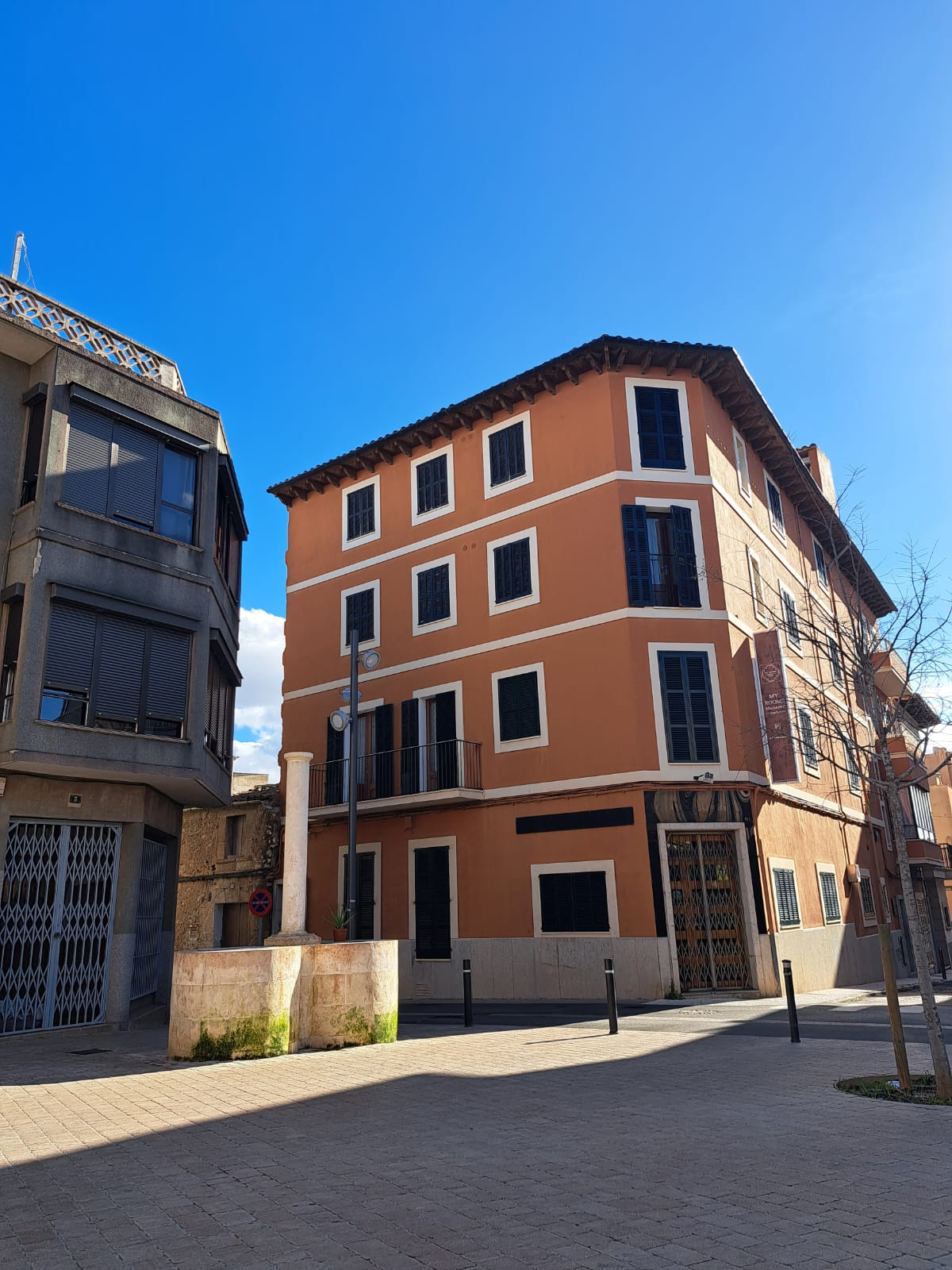
Plaça de s'Antigor amb el pou de fons
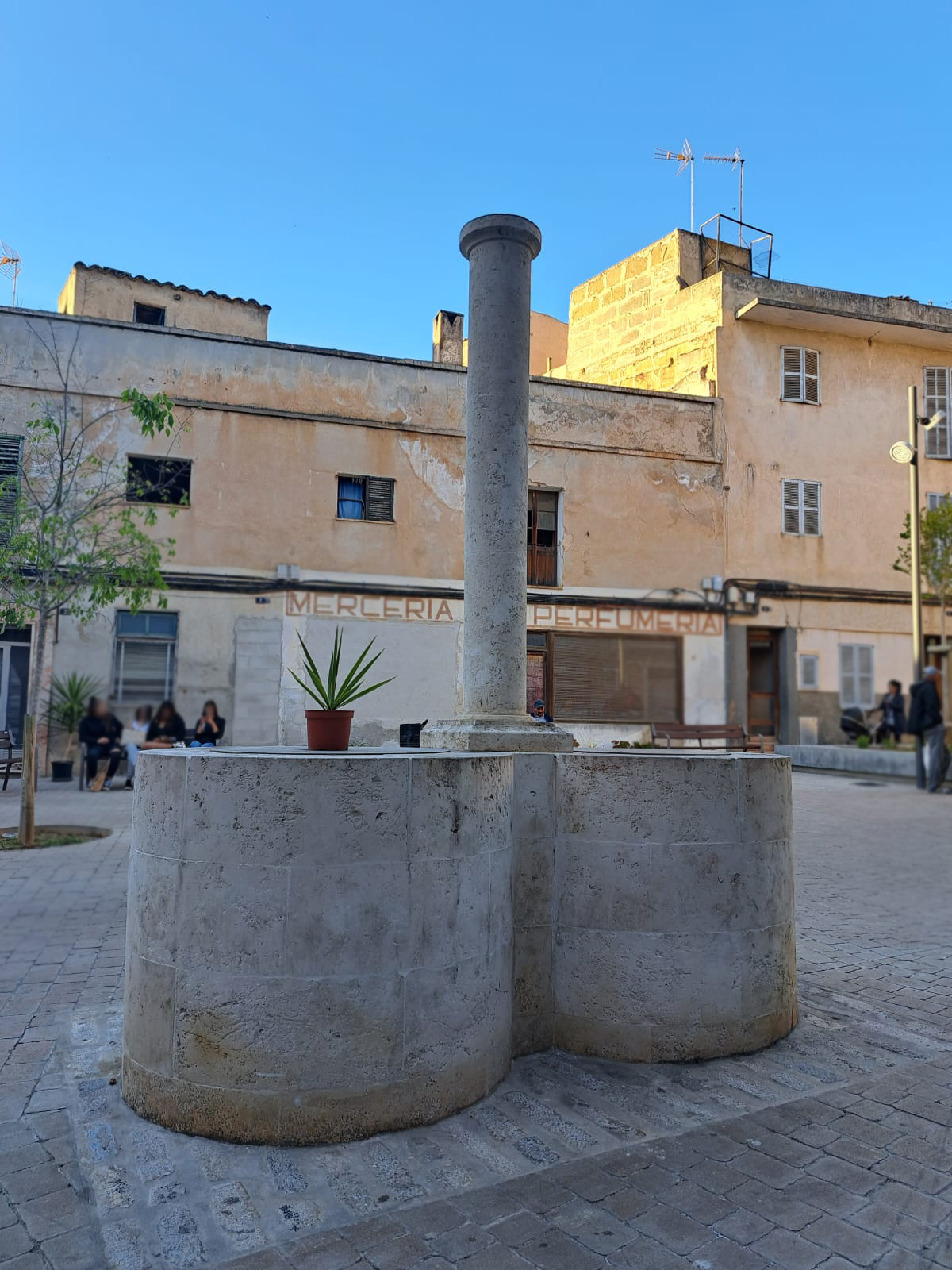
Pou de s'Antigor reconstruit
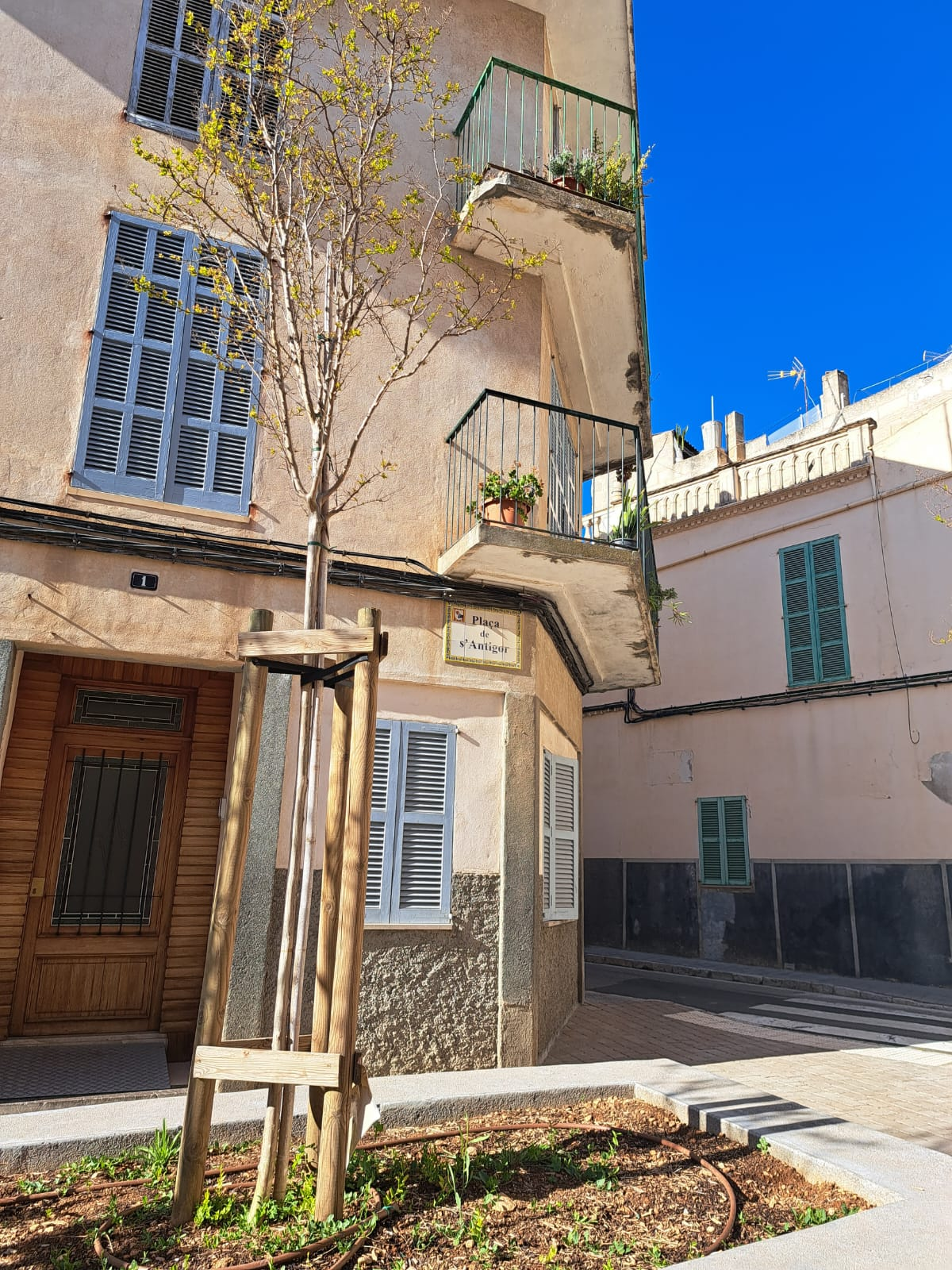
Cap de cantó entre la plaça de s'Antigor i el carrer de la Pau
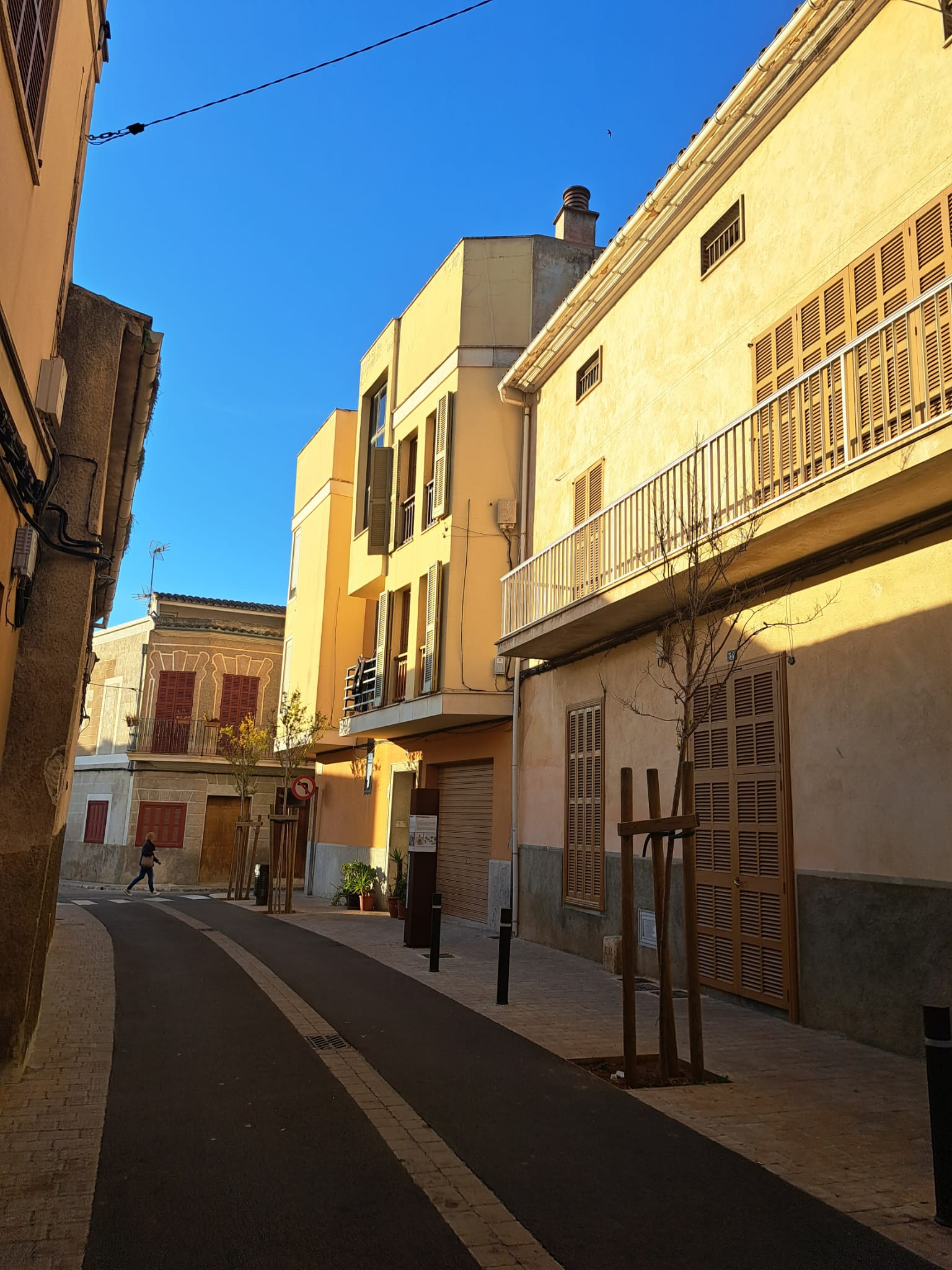
Carrer dels Gerrers, amb carrer de la Sínia dels Frares
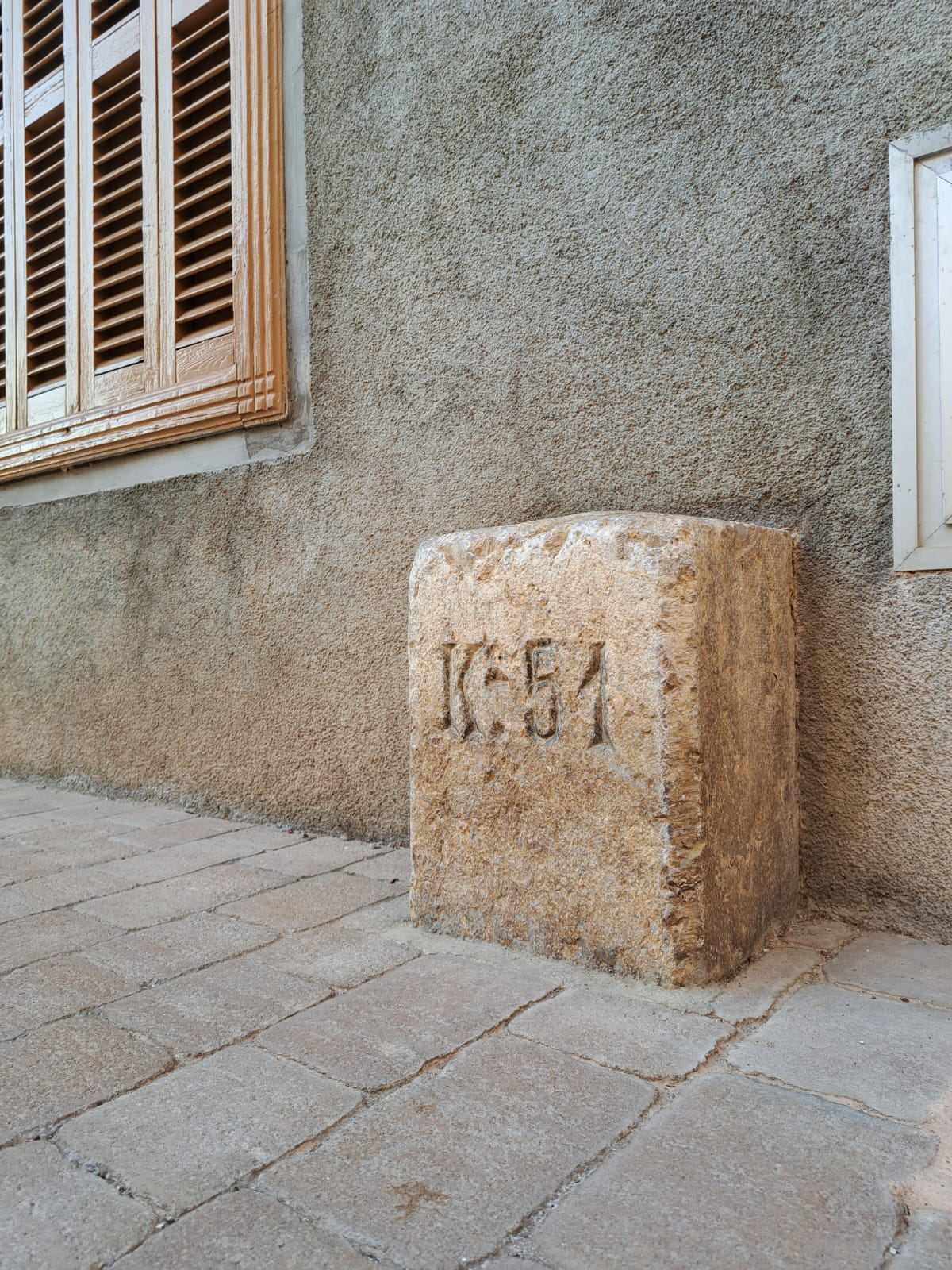
Fita quilomètrica del camí antic. Indica el km 51
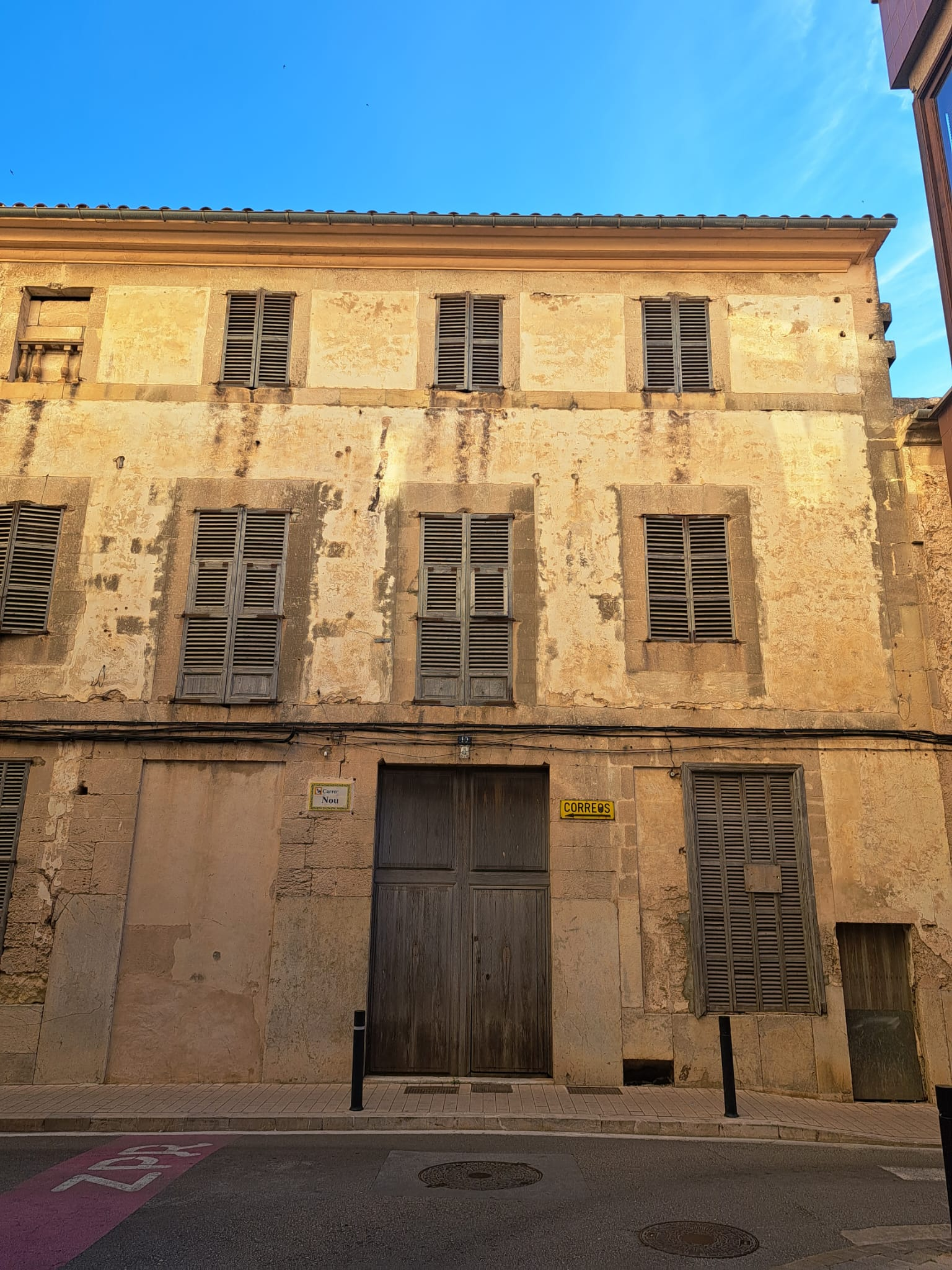
Carrer Nou, davant el carrer Major
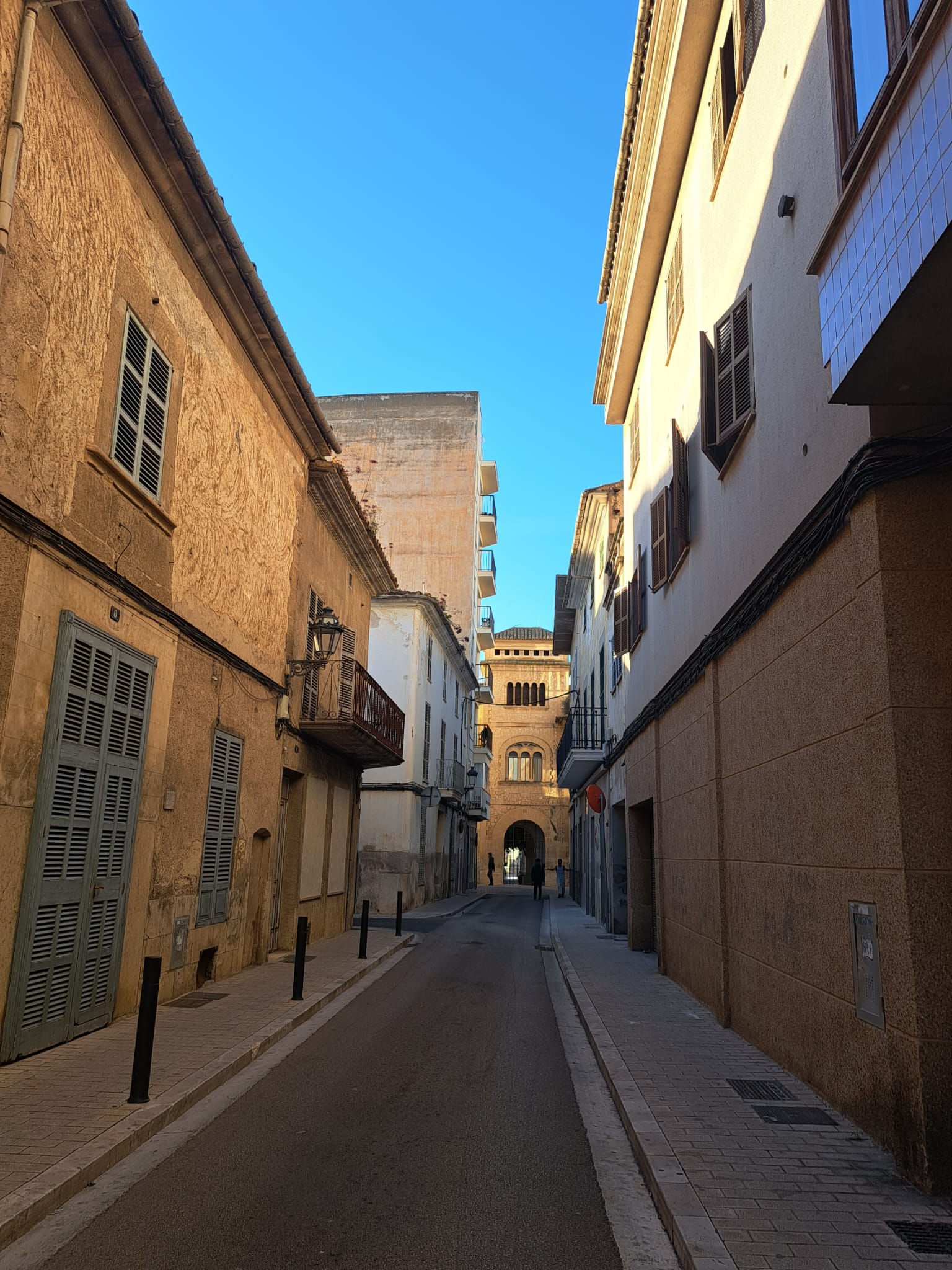
Carrer Nou, amb carrer de n'Amador, Muntaner i l'entrada del Clasutre